# Mačkovci, Domžale
Mačkovci so četrt v mestu Domžale, nekoč pa je bila samostojna vas. V njej se je nahajala nekoč najbolj popularna domžalska diskoteka Life Domžale. 